# Лесной проспект (Киев)
Лесно́й проспе́кт (укр. Лісови́й проспе́кт) — проспект в Деснянском районе города Киева, жилой массив Лесной. Пролегает от Братиславской улицы до улицы Космонавта Волкова.
Примыкают улицы Милютенко и Кубанской Украины.

## История
Проспект проложен в конце 1960-х годов под названием Новая улица. В 1970 году получил название проспект Ворошилова, в честь советского военного и государственного деятеля, дважды героя Советского Союза, героя Социалистического Труда, Маршала Советского Союза К. Е. Ворошилова. В первой половине 1970-х годов название было уточнено на проспект Маршала Ворошилова. Современное название — с 1991 года.
В 2010 году по проспекту проложена троллейбусная линия от Вигуровщины до метро «Лесная».

## Учреждения и здания
- Средняя общеобразовательная школа № 147 (17в)
- Гимназия № 39 (17г)
- Средняя общеобразовательная школа № 202 (22а)
- Почтовое отделение № 166, УДППЗ Укрпочта (25)
- Храм святых мучеников Адриана и Наталии (32)
- Средняя общеобразовательная школа № 207 (33а)
- Средняя общеобразовательная школа № 213 (33б)
- Ветеринарная клиника (39)

## Изображения

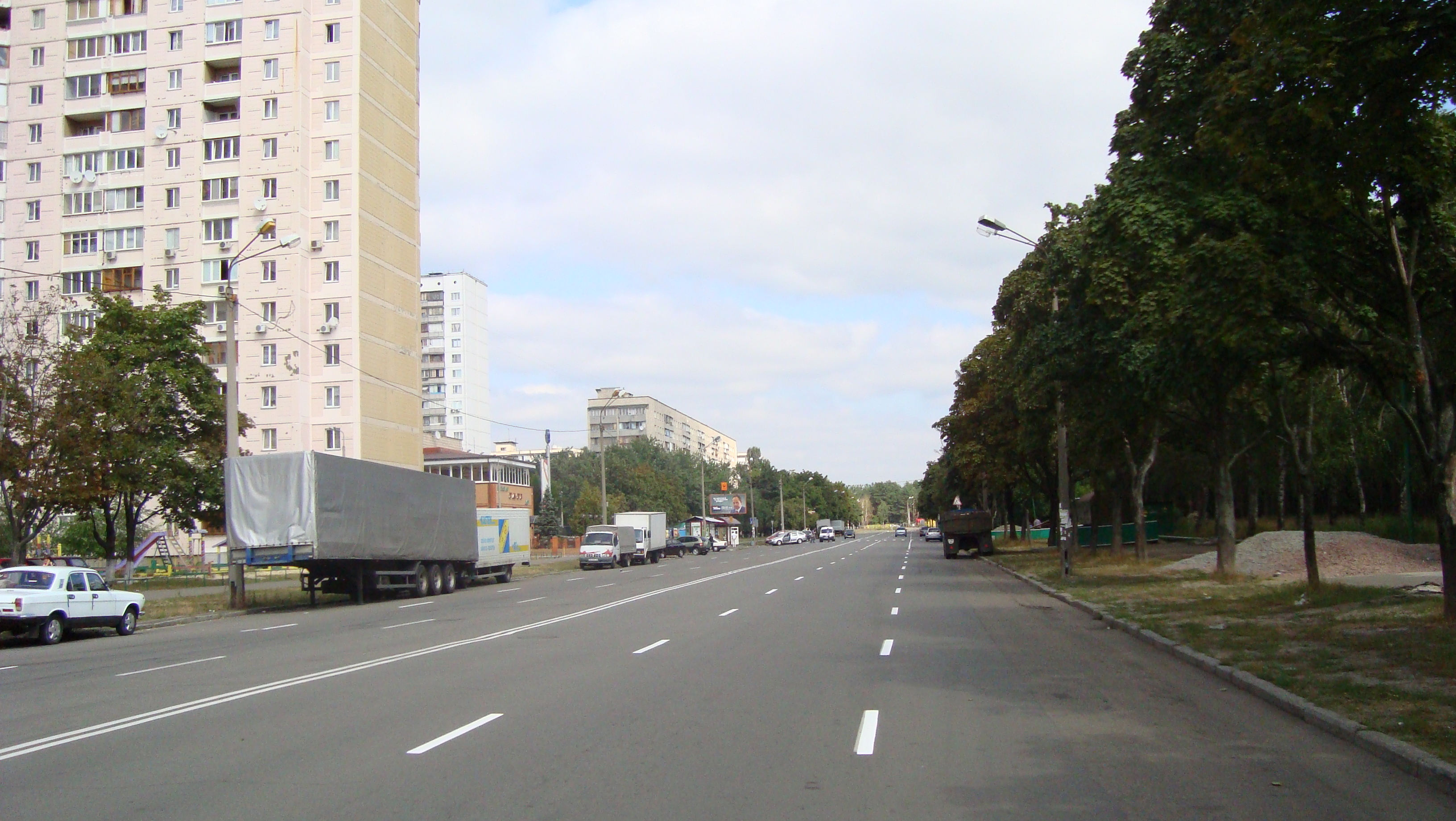
Конец проспекта